# المجدل (سوريا)
المجدل هي قرية سورية تقع في محافظة السويداء وعلى بعد 12 كم إلى الشمال الغربي منها.
يبلغ عدد سكانها 4980 نسمة أغلبيتهم من جيل الشباب .

## السكان
سكان المجدل من الدروز والمسيحيين ومعظمهم موظفين في القطاع العام،
تعتبر قرية المجدل أحد قرى جبل العرب وتشكل نسبة المثقفين فيها أكتر من 70%[بحاجة لمصدر] والمرأة لها الحظ الأوفر في العملية التربوية وبنسبة كبيرة، ومعظم المعلمين يعملون في مدارس القرية والبعض الآخر في مدارس القرى المجاورۃ .

## الآثار
المجدل قرية أثرية من الباب الأول 
ومؤخرا "تم العثور على لوحة من الفسيفساء الأثرية القديمة تعود إلى العصر الروماني وتضم القرية مجموعة من البيوت والقلاع الرومانية الجميلة والبعض منها يستعمل حتى اليوم كمسكن .